# Livio Trapè
Livio Trapè (n. 26 mai 1937, Montefiascone, Lazio, Regatul Italiei) este un ciclist de performanță ce a reprezentat Italia, medaliat olimpic. A participat la o ediție a Jocurilor Olimpice (1960) în care a câștigat o medalie de aur și o medalie de argint.